# Tiêu liêu Bewick
Tiêu liêu Bewick (danh pháp hai phần: Thryomanes bewickii) là một loài chim thuộc Họ Tiêu liêu. Tiêu liêu Bewick là loài bản địa Bắc Mỹ. Nó dài 14 mm. Phía trên có màu nâu xám, phía dưới màu trắng với lông mày trắng dài. Dù giống với tiêu liêu Carolina, nó có đuôi dài có chóp màu trắng. Tiếng hót to và nhiều thanh điệu như các loài hồng tước khác. Nó sống trong bụi, đống bàn chải và hàng rào cây, rừng mở và các khu vực bụi rậm, thường gần suối. Nó ăn côn trùng và nhện từ bụi cây hoặc tìm thấy trên mặt đất. 